# Ken’yūsha

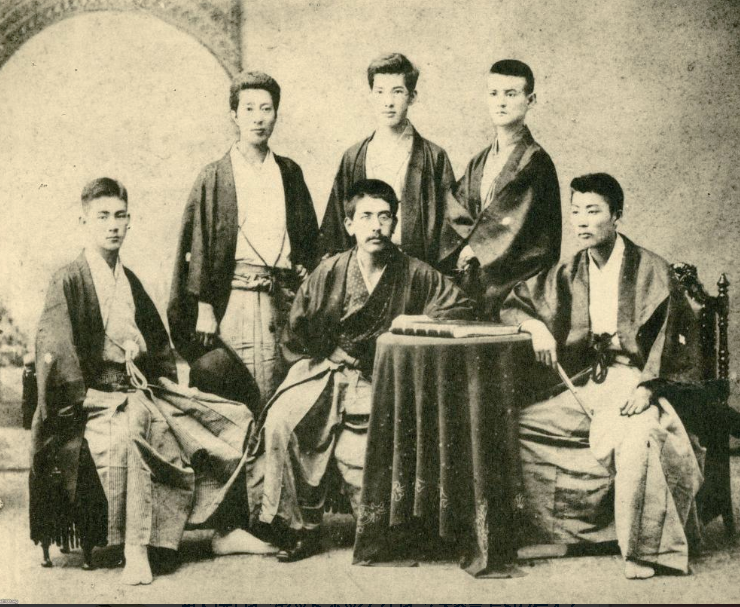
Mitglieder der Ken’yūsha, 1891

Die Ken’yūsha (japanisch 硯友社) war eine japanische Literatur-Vereinigung, die 1885 von jungen Literaten gegründet worden war. Sie existierte zwar nur bis 1903, trotzdem ist sie aus der japanischen Literaturgeschichte nicht wegzudenken.

## Übersicht
Im Februar 1885 schlossen sich die sich noch auf der Vorbereitungsschule für die Universität befindlichen Schüler Ozaki Kōyō, Yamada Bimyō, Ishibashi Shian (石橋 思案; 1867–1927) und Maruoka Kyūka (丸岡 九華; 1865－1927) zu einem losen Bund – Kenyūsha, „Gesellschaft der Freunde des Tuschsteins“ – zusammen, zu einem Bund, der sich mit Literatur beschäftigte. Es war die erste Gruppe in Japan mit dieser Art. Sie wurde schnell bekannt über ihr Magazin „Garakuta bunko“ (我楽多文庫), etwa „Krimskrams-Bibliothek“, das ab Mai 1885 erschien. Für eine ganze Reihe von Beitragsschreibern wurde des der Beginn einer Schriftsteller-Karriere.
Das Magazin, zunächst handgeschrieben, zirkulierte im Freundeskreis, dann  wurde es für  private Verteilung gedruckt. Schließlich wurde das Magazin auch verkauft: Von Mai 1888 bis Februar 1889, erschienen 16 Ausgaben. Die Mitgliedschaft stieg in der Zeit auf 85 Personen, darunter waren u. a. Kawakami Bizan, Iwaya Sazanami (巌谷 小波; 1870–1933), bald danach auch Emi Suiin (江見 水蔭; 1869–1934) und Ōhashi Otowa (大橋 乙羽; 1869–1901).
Unter dem verkürzten Namen „Bunko“ erschienen von März bis Oktober 1887 die Ausgaben 17 bis 27 des Magazins Es kamen weitere Mitglieder dazu, darunter Hirotsu Ryūrō. Als Gast schrieb Kōda Rohan für das Magazin. Zwischen 1889 und 1892 publizierte die Ken’yūsha drei weitere Magazine: „Shōbungaku“ (小文学), „Edo murasaki“ (江戸紫) und „Senshi banko“ (千紫万紅).
Mitglieder, die zu Ansehen gekommen waren, insbesondere durch die Belletristik-Serie „Shinchō hyakushu“ (新著百種), die von der Buchhandlung Yoshioka Shoseki-ten (吉岡書籍店) ab 1889 herausgegeben wurde, wurden belagert von jungen, Schriftstellern, die von ihnen lernen wollten. Zu diesen Mitgliedern der zweiten Generation, deren historische Bedeutung denen der ersten Generation gleichkam oder sie sogar übertraf, gehörten Izumi Kyōka, Tokuda Shūsei, Nagai Kafū und Tayama Katai. Die Gruppe löste sich mit dem Tod Ozakis 1903 auf.
Der Beitrag der Ken’yūsha-Gruppe ist darin zu sehen, dass die Mitglieder sich von den herkömmlichen abstrakte Konzepten entfernten und sich realistisch gezeichnete Abbildungen menschlicher Probleme zuwandten, eine gewisse psychologischer Tiefe, analytische Vorgehensweise  und soziale Perspektiven in die Literatur einbrachten. Man schrieb zudem zum ersten Mal wie gesprochen wurde, was als „Gembun itchi“ (言文一致) – etwa „Übereinstimmung von Sprech- und Schriftsprache“ in die Literaturgeschichte eingegangen ist. Man entwickelte dabei eine „Fūzoku shōsetsu“ (風俗小説) „volkstümliche Belletristik“. Viele Beiträge erscheinen heute als zu sehr ausgeklügelt, melodramatisch, aber die besten Werke der Kenkyusha-Autoren sind bis heute wichtig als ein Beginn einer modernen japanischen Literatur.